# Докучаевка (Омская область)
Докучаевка — деревня в Калачинском районе Омской области России. Входит в состав Сорочинского сельского поселения.
Расположена на правом берегу Оми в 25 км к северо-востоку от Калачинска.

## История
Основана в 1907 году. В 1928 г. состояла из 66 хозяйств, основное население — русские. В составе Кирьяновского сельсовета Калачинского района Омского округа Сибирского края.

## Население
| 2002 | 2010 |
| ---- | ---- |
| 215  | ↘180 |